# Veenhuizen (Noordenveld)

Veenhuizen in 1639

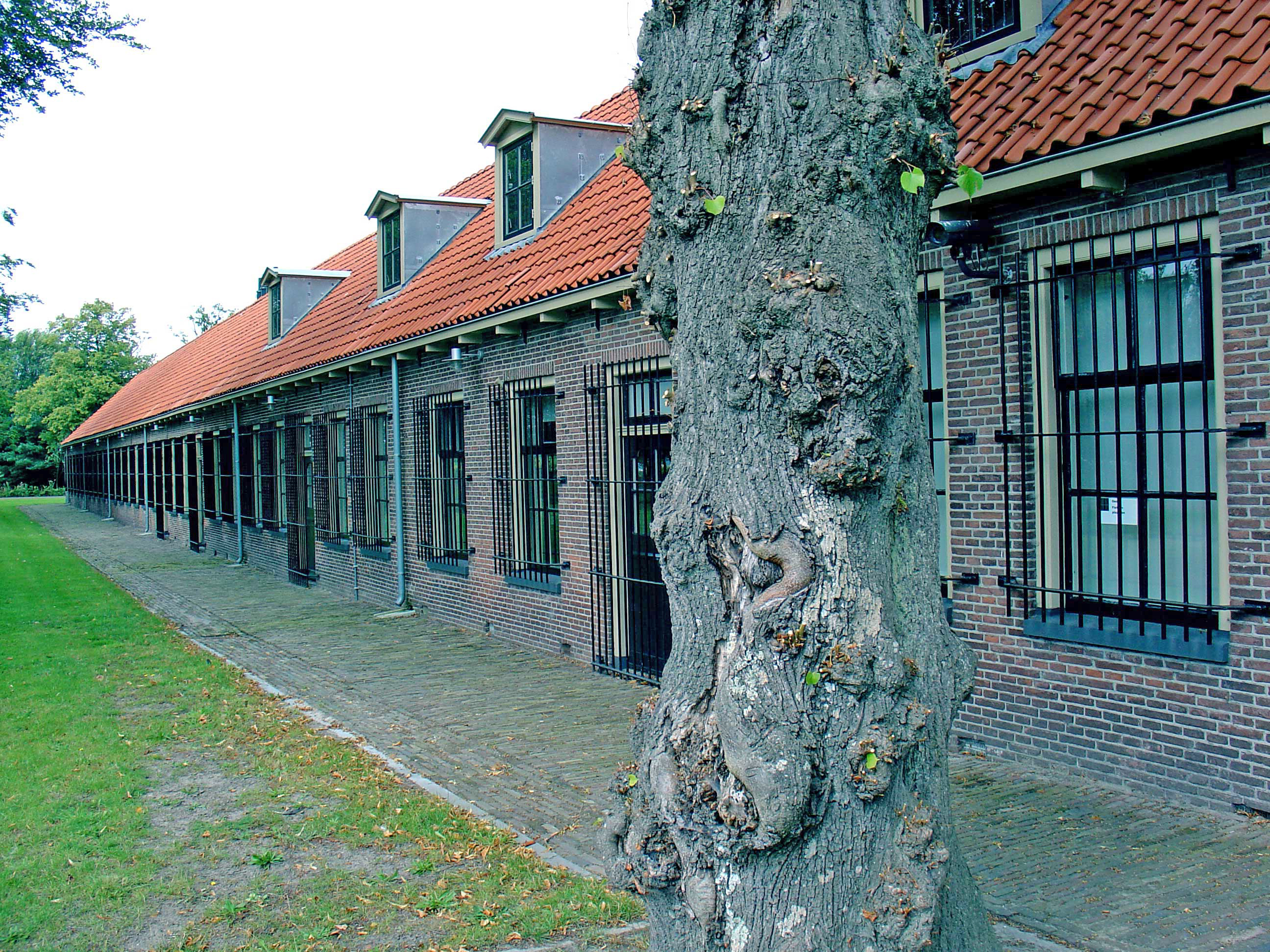
Veenhuizen (tweede gesticht), thans museum

Veenhuizen is een plaats in de gemeente Noordenveld in de Nederlandse provincie Drenthe. Tot 1 januari 1998 behoorde Veenhuizen tot de gemeente Norg. Het dorp bestaat uit verschillende verspreid van elkaar gelegen onderdelen en telt ongeveer 1.280 inwoners, inclusief een wisselend aantal langgestraften. De plaats heeft voor een belangrijk deel haar bestaan te danken aan de voormalige kinderkolonie Veenhuizen. Een groot deel van Veenhuizen maakt sinds 2021 onderdeel uit van de Unesco-Werelderfgoedlijst als een van de Koloniën van Weldadigheid. Het zuidelijk deel van Veenhuizen beslaat het hoogveengebied Fochteloërveen dat deel uitmaakt van het Nationaal Park Drents-Friese Wold.

## Geschiedenis
Veenhuizen vormde oorspronkelijk een veenontginningsdorp dat reeds wordt genoemd in 1381 als Veenhuysen.

### Kinderkolonie Veenhuizen
In 1823 veranderde het aanzien van het dorp volledig toen er drie grote gestichten voor weeskinderen werden gebouwd. De Maatschappij van Weldadigheid wilde de armen door middel van arbeid op het land en in de vervening heropvoeden. Het aantal beschikbare plekken voor wezen kon niet worden gevuld waarna besloten werd een gesticht her te bestemmen voor bedelaars en landlopers.
Ieder gebouw leverde onderdak aan gemiddeld 1200 verpleegden. Ze werden ondergebracht in slaapzalen van 80 mensen, die overdag werden omgebouwd tot werk- en eetzalen. Van de drie gestichten is het Tweede Gesticht bewaard gebleven. Het Eerste Gesticht heeft plaatsgemaakt voor een gevangenisgebouw, het Derde Gesticht raakte in verval en is rond 1925 afgebroken en omgezet in landbouwgrond. De contouren van het Derde Gesticht worden door middel van bloemenstroken aangegeven.

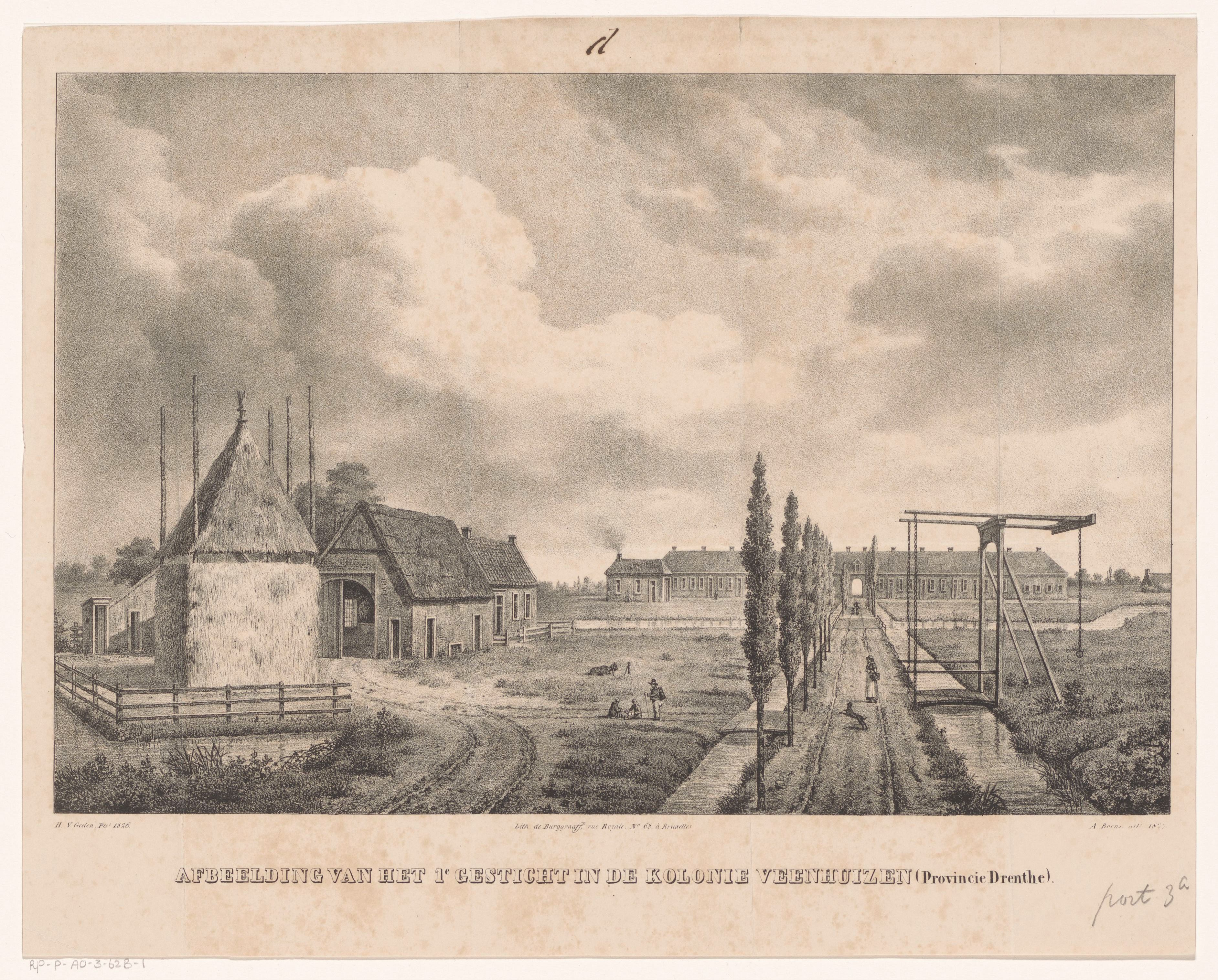
Gezicht op het eerste gesticht
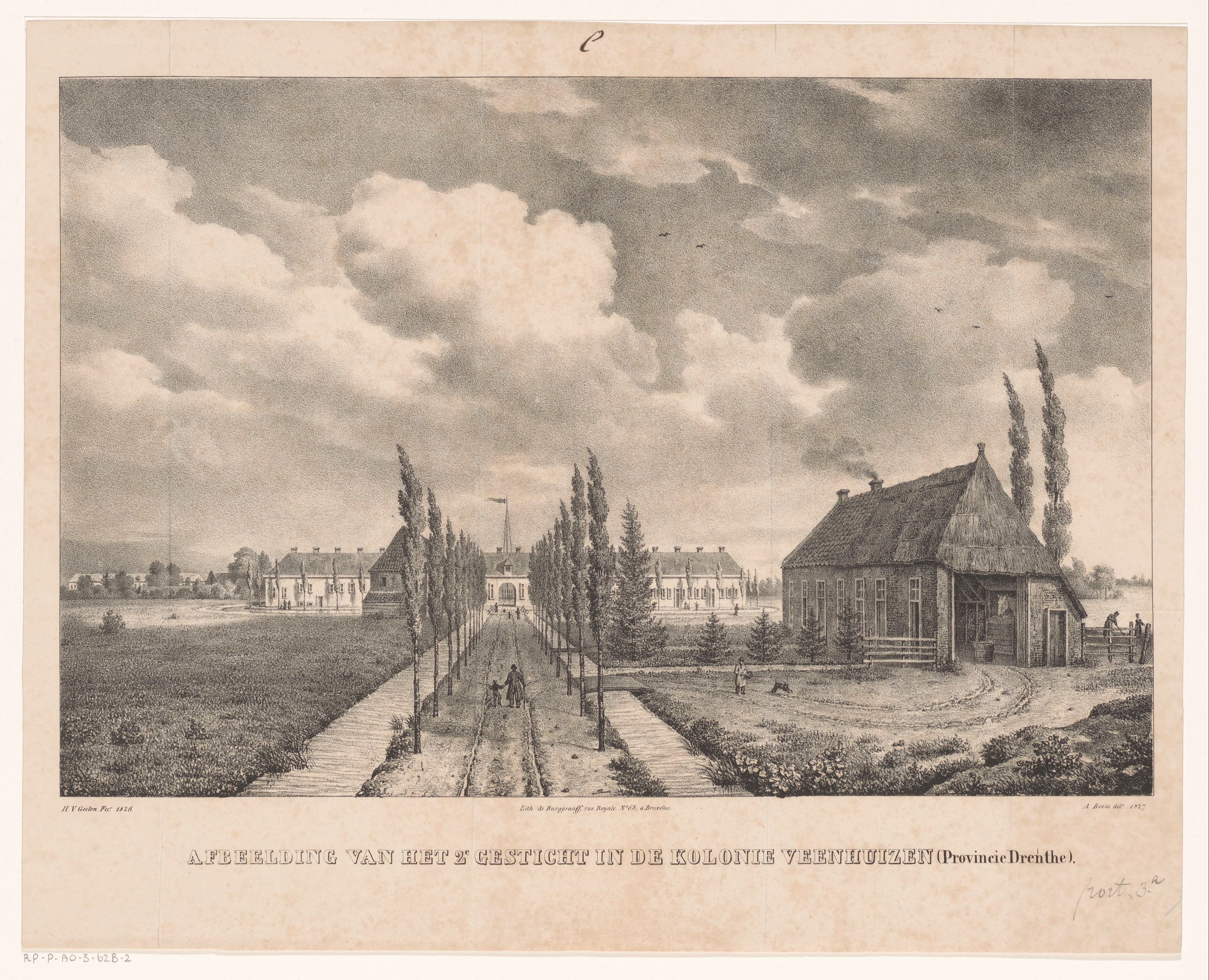
Gezicht op het tweede gesticht
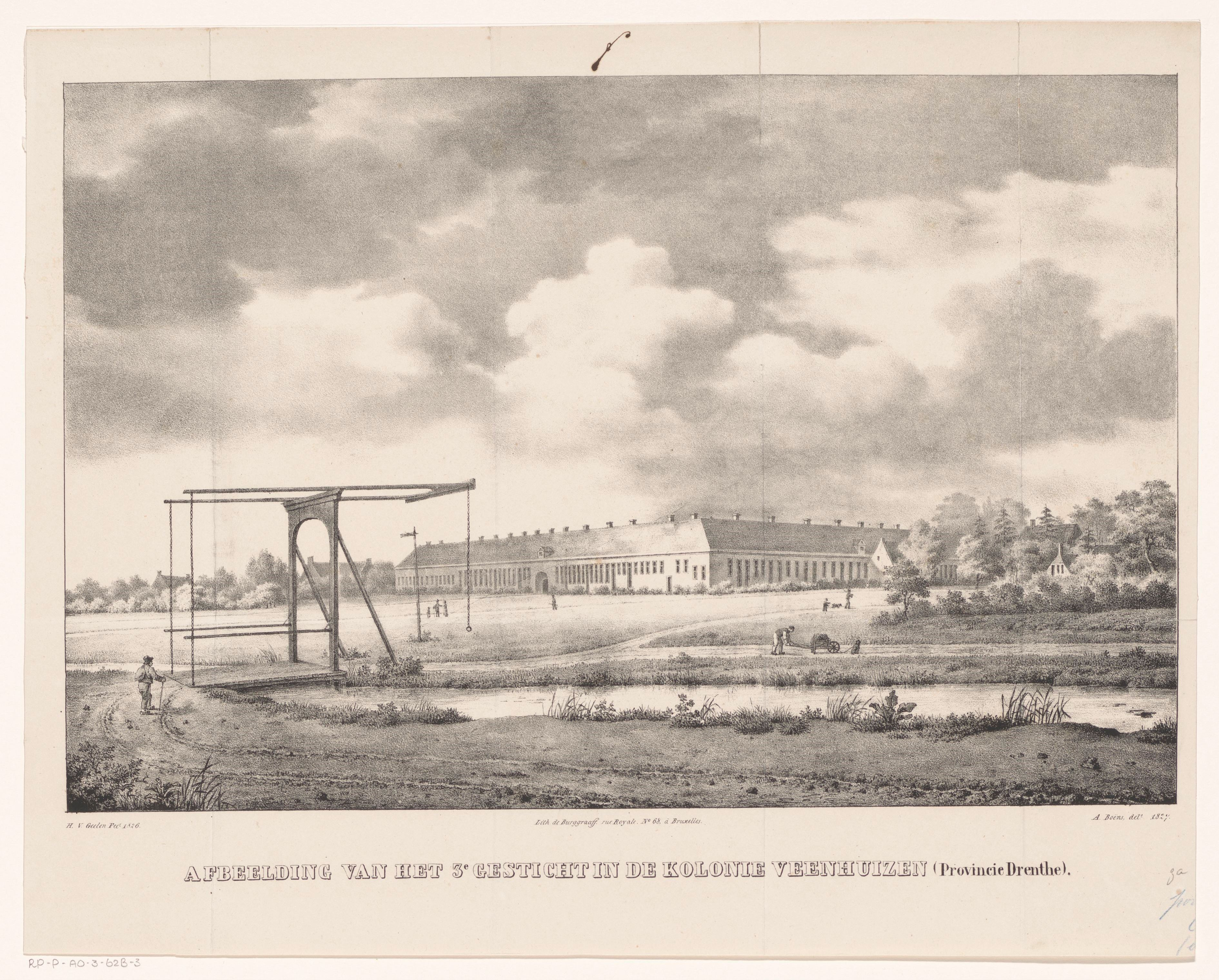
Gezicht op het derde gesticht
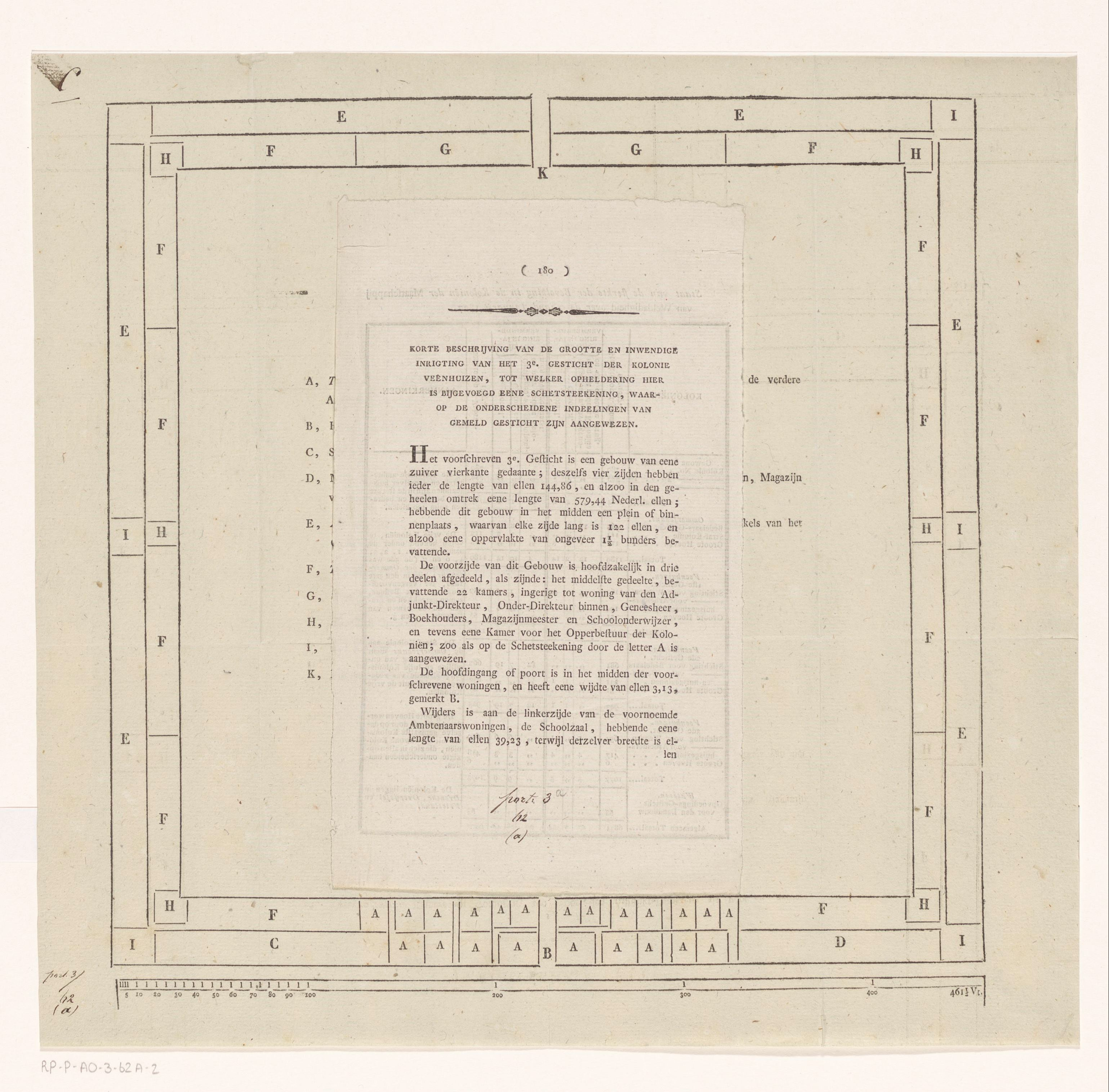
Plattegrond van het derde gesticht

### Gevangenis
In 1859 nam de rijksoverheid de gestichten over en maakte er in de jaren zeventig van de negentiende eeuw rijkswerkinrichtingen van. Justitie bouwde rond 1900 vervolgens twee nieuwe gevangenissen, ontworpen door Johan Frederik Metzelaar en zijn zoon Willem Cornelis Metzelaar: Norgerhaven en Esserheem. Vader en zoon Metzelaar ontwierpen daarnaast vele bewaarderswoningen en dienstgebouwen. Een deel daarvan is inmiddels verkocht, maar een groot aantal gebouwen is tot op heden bezit van de Staat (Rijksvastgoedbedrijf). In de jaren zeventig van de twintigste eeuw werden Norgerhaven en Esserheem omgebouwd tot bewaarplaats voor zwaargestraften.
In het bos bij het dorp was tot 1 januari 2014 nog een gevangenis gevestigd: Groot Bankenbosch. Daarna resteerden er nog drie grote inrichtingen. Ook was er tot 2014 nog een kleine half-open inrichting genaamd de Fleddervoort. Hier zaten 24 gedetineerden het einde van hun strafperiode uit.

### Gesloten poorten
Sinds 1970 leven er in Veenhuizen geen 'verpleegden' meer. Het dorp telt echter nog steeds drie strafinrichtingen, waarin in totaal ruim 1.000 gedetineerden vastzitten. Veenhuizen is pas sinds 1981 vrij toegankelijk. Daarvoor mochten – naast de gevangenen - alleen het gevangenispersoneel en hun gezin het dorp in. Wie met pensioen ging of een baan buiten Veenhuizen vond, moest verhuizen. De kenmerkende gebouwen in Veenhuizen worden tegenwoordig meer en meer bewoond door burgers die niets van doen hebben met justitie.

## Monumenten
In Veenhuizen staan meer dan 100 rijksmonumenten, waaronder de elektriciteitscentrale, het oude hospitaal en het Tweede Gesticht dat als enige gesticht de tand des tijds heeft doorstaan, al is een van de vier vleugels verdwenen. In dit gesticht, waarin lange tijd gedetineerden te werk waren gesteld, is tegenwoordig het Gevangenismuseum gevestigd.
Een deel van het dorp is een beschermd dorpsgezicht.

## Begraafplaats

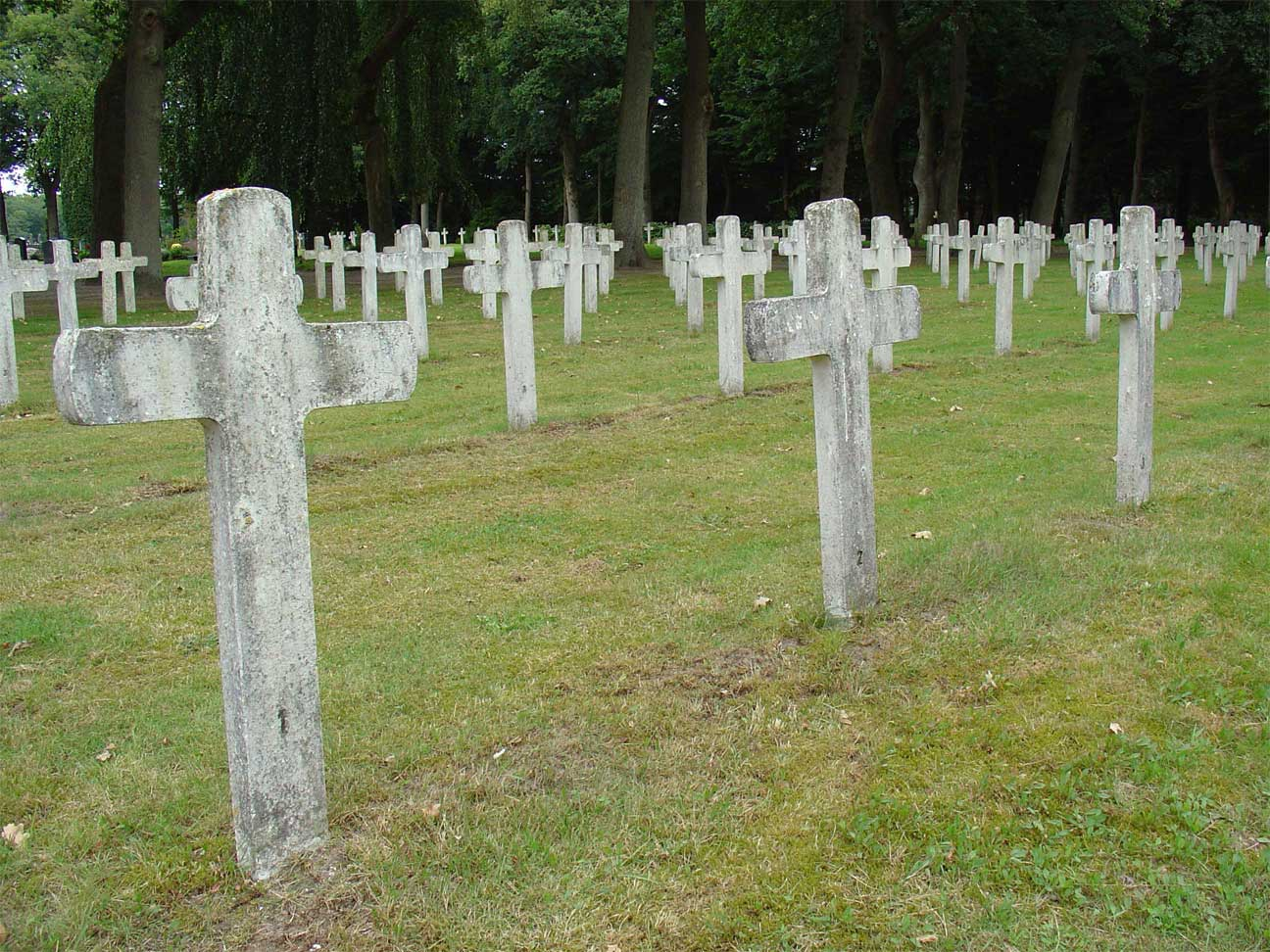
Begraafplaats van Veenhuizen - hervormd gedeelte

De begraafplaats van Veenhuizen wordt wel cynisch het Vierde gesticht genoemd. Het kerkhof ligt ver buiten het dorp en de gestichten, maar was voor beide bedoeld. Het is nagenoeg vierkant en is in vieren verdeeld. Een deel was bedoeld voor het dorp, een deel voor het personeel en een deel voor de gevangenen. De laatste groep werd tot 1875 anoniem begraven — de graven zijn nauwelijks als zodanig te herkennen. Tussen 1823 en 1875 zijn hier ruim 11.000 mensen begraven. Hervormden en katholieken werden gescheiden van elkaar begraven.

## Munitiecomplex
In Veenhuizen bevindt zich ook het munitiecomplex Veenhuizen van het Ministerie van Defensie. Dit munitiecomplex is een van de grootste in Europa.

## Brandweer
Om de veiligheid in de drie grote Penitentiaire Inrichtingen (Esserheem, Norgerhaven, Groot Bankenbosch) te waarborgen, had het Ministerie van Justitie tot 1999 een eigen brandweerkorps. In 1999 is dit korps overgenomen door de gemeente Noordenveld, waar het nu een van de vier brandweerposten is. De gemeente heeft de brandweerpost van Veenhuizen in stand gehouden, omdat het vanaf de brandweerkazerne in Norg (volgens de wettelijke norm) te ver rijden is. Het Ministerie van Defensie heeft op het Munitie Magazijnencomplex (MMC) nog wel een eigen bedrijfsbrandweerkorps.

## Omgeving
Tussen Veenhuizen en Fochteloo ligt het natuurgebied het Fochteloërveen, onderdeel van het Nationaal Park Drents-Friese Wold. Het gebied is in de jaren 90 van de vorige eeuw twee keer geheel door brand verwoest, maar heeft zichzelf weer laten opbloeien. In 2011 heeft er ook een grote brand gewoed, hierbij is 100 hectare veengebied afgebrand.

## Sport
De plaatselijke voetbalclub is VV Veenhuizen.
De plaatselijke volleybalclub Invictus Veenhuizen
Sinds 2018 heeft Veenhuizen een loopgroep, Loopgroep Veenhuizen (LGV)

## Geboren in Veenhuizen
- Clemens van den Brink, schrijver.
- Johannes Hendrikus Sleurink, ridder Militaire Willems-Orde